# خانقاه (افغانستان)
خانقاه یک منطقهٔ مسکونی در افغانستان است که در ولایت بلخ واقع شده‌است.